# Gabriel del Orbe
Gabriel del Orbe   (Moca, 18 de març de 1888 - La Vega, 5 de maig de 1966) va ser un violinista, pianista i compositor dominicà. Va compondre sobretot diverses cançons i peces per a violí i piano.
Gabriel de l'Orbe Castellanos era fill de músic Manuel Maria de l'Orbe i de Carolina Castellanos Fondeur -filla de Juli José Fructuoso Castellanos de Penya i de Bernardina Fondeur Castro (qui era filla del francès Furcy Fondeur i de Jacinta Castro) -, De l'Orbe era nebot segon de president dominicà Rafael F. Bonnelly Fondeur i cosí tercer del geòleg i biòleg Eugenio de Jesús Marcano Fondeur.
De l'Orbe va començar a estudiar el violí amb el seu pare des de l'edat de tres anys. El 9 de març de 1896, a alguns dies dels seus 8 anys, va començar els cursos de música a "Santiago de Chile de los Caballeros". Talentós per al violí, inicií una gira a Llatinoamèrica com un jove prodigi virtuós. Va tocar a Caracas (Veneçuela), després al Teatre Nacional de Cuba a l'Havana, a Puerto Príncipe (Haití) i al Palau de Govern de Sant Joan.
En 1907, ell va integrar l'Escola superior de música de Leipzig a Alemanya. En 1909, és acceptat com a alumne de la prestigiosa Acadèmia dels arts de Berlín. Va tenir com a professors de violí els mestres violinistes el francès Henri Marteau i l'alemany Arno Hilf.

El 1936, Gariel de l'Orbe va estar acompanyat per la violinista haitiana Carmen Brouard durant un concert donat a "Puerto-Príncipe" sota el patrocini del president d'Haití Sténio Vincent al club Cercle Port- Au-Princien. Gabriel de l'Orbe va escriure: "Estic encantat d'haver tingut l'honor de fer el coneixement d'una artista com Madame Carmen Brouard, un orgull de la nostra raça...". El germà de Carmen, Carl Brouard va escriure més tard: 
| « | "La meva germana Carmen, els teus dits aeris que acompanyaven el maco artista Gabriel de l'Orbe havien cessat tot just de volar sobre les blanques tecles que al Cercle Port-Au-Princien, fins a tres hores del matí, aquells i les que es diuen els teus amics et s'esquinçaven a guapes dents... Callat els sabuts i vas guardar el teu somriure serena que respon amb cortesia als més sincers compliments..." | » |